# La Razón (Colombia)
La Razón fue un periódico colombiano con sede en Bogotá fundado con el apoyo financiero de la Acción Patriótica Económica Nacional (APEN) en septiembre de 1936. Fue dirigido por el periodista Juan Lozano y Lozano, quien manifestó en sus páginas ideas como la de que "toda tendencia al intervencionismo prepara el advenimmiento integral del socialismo; toda tendencia a robusteser la individualidad, favorece el afianzamiento de la democracia".

## Historia
En mayo de 1940, en el marco de la Segunda Guerra Mundial, el jefe de la delegación diplomática de la Alemania nazi en Colombia, Wolfgang Dittler, protestó por la acusación de La Razón que tildaba a los empleados de dicha delegación de "quintacolumnistas".
Situado a la derecha política del liberalismo, La Razón hizo campaña en las elecciones presidenciales de Colombia de 1942 contra "esta pequeña oligarquía de Bogotá (conformada por los seguidores de Eduardo Santos) que es distinta y más poderosa que la misma oligarquía de López". Así, desde sus columnas comenzó a promoverse la candidatura del liberal Carlos Arango Vélez como alternativa contra la reelección de López

## Colaboradores
Entre otros colaboradores, el futuro "cura guerrillero" Camilo Torres Restrepo y Luis Villar Borda publicaban poemas de Gabriel García Márquez en la página universitaria que editaban semanalmente en La Razón. Además, cuando Torres fue acusado de hacer parte de la Unión  Universitaria, organización de orientación falangista a la que pertenecían sectores obreros, sindicales y universitarios, este hizo su defensa desde dicha página de La Razón en 1947.
Por otra parte, en 1947, García Márquez pasó a dirigir el suplemento estudiantil de La Razón. En ese mismo periodo, cuando el célebre periodista Alberto Zalamea tenía 18 años, publicó el primer artículo de su carrera periodística en este diario. El escrito consistió en una reseña sobre el libro Al alimón de dos poetas desconocidos: Álvaro Mutis y Carlos Patiño.
El propio Mutis también colaboró regularmente con La Razón, e incluso sus primeros versos fueron publicados en el suplemento literario de este periódico.